# Anne Élisabeth Radziwiłł
Anna Elżbieta Radziwiłł (1518-1558), fille de Jerzy Radziwiłł (1480–1541) et de Barbara Kolanka. Épouse de Piotr Kiszka, maréchal de Volhynie puis de Semon Holszański, pannetier de Lituanie.

## Sources
- Notices d'autorité :   - VIAF
  - Pologne

- (pl) Cet article est partiellement ou en totalité issu de l’article de Wikipédia en polonais intitulé « Anna Elżbieta Radziwiłłówna » (voir la liste des auteurs).